# Forster Pechstein

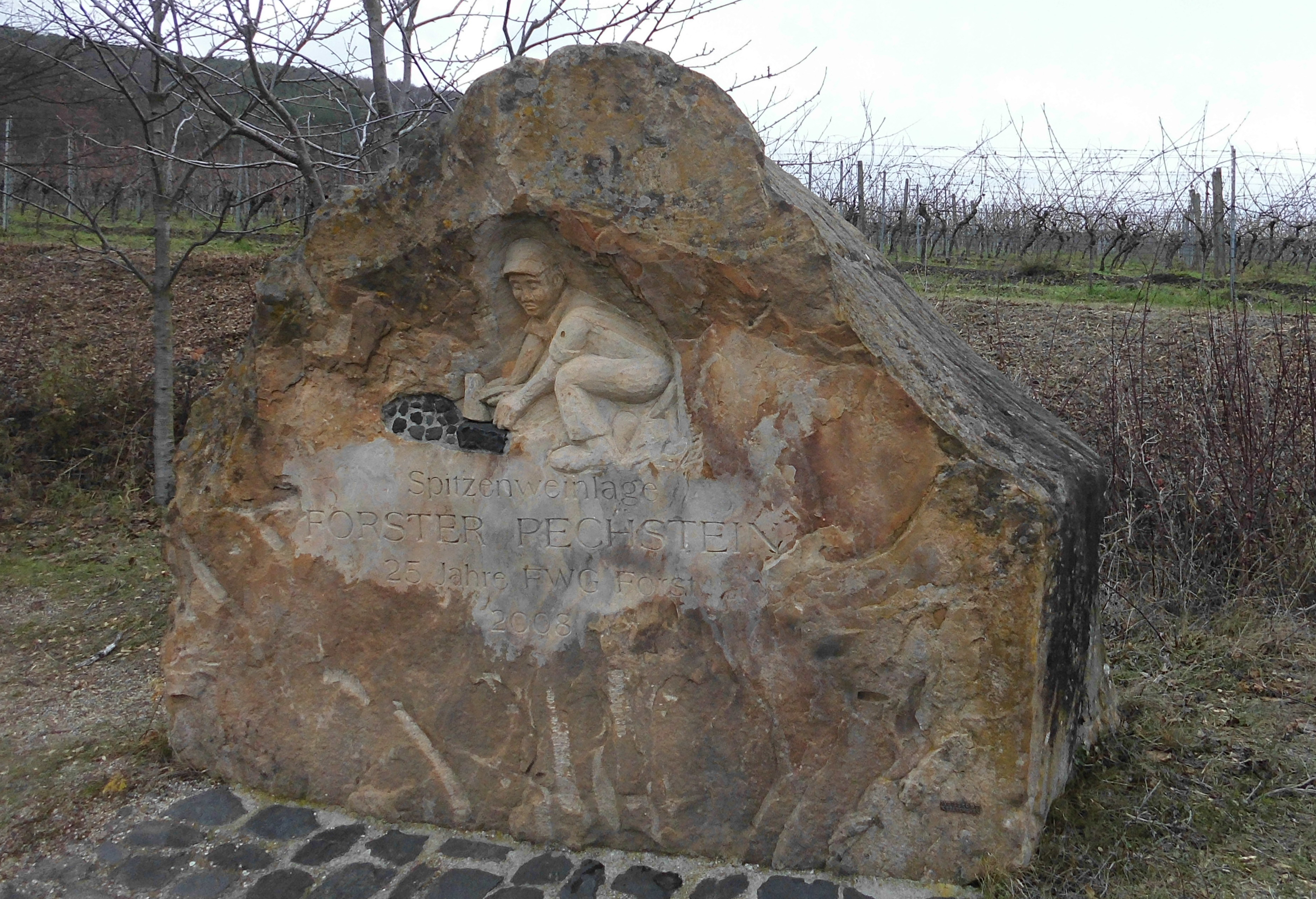
Stein mit Relief eines Hauers über der Inschrift „Spitzenweinlage Forster Pechstein“ bei der Weinlage.

Pechstein ist eine Weinlage nordwestlich der Wohnbebauung der rheinland-pfälzischen Ortsgemeinde Forst an der Weinstraße. Die Rebfläche umfasst 19,0 ha.

## Geographie

### Lage
Der Pechstein liegt im Anbaugebiet Pfalz und hier im Bereich Mittelhaardt-Deutsche Weinstraße. Es handelt sich um eine Einzellage, die zur Großlage Forster Mariengarten gehört und sich vollständig auf der Gemarkung von Forst befindet.

### Gelände
Die Höhenlage reicht in Ost-West-Richtung von etwa 120 m ü. NHN an der Landesstraße 516 bis 160 m zur Haardt hin, die den Ostrand des Pfälzerwalds zur Rheinebene bildet; das Gelände ist zu 80 % flach (im Osten) und zu 20 % hängig, indem es nach Westen ansteigt.

### Boden und Klima
Die Böden des Pechsteins bestehen überwiegend aus sandigem Lehm und sind stellenweise mit Sandsteingeröll, Ton und Basalt durchsetzt. Das Klima ist mild, zudem schützt das im Westen vorgelagerte Gebirge in seinem Lee den Pechstein vor zu viel Niederschlag. Die Folge ist, dass die Reben zwecks Wasseraufnahme tief wurzeln müssen und so verstärkt Mineralstoffe aufnehmen, die zur sogenannten mineralischen Struktur des Weins führen.

## Name
Der Pechstein wird zu den Spitzenlagen der Pfalz gezählt. Der Name der Gewanne wurde erstmals 1836 erwähnt als „Bechsteinkopf“. Er leitet sich vom 355 m hohen Pechsteinkopf ab, der westlich von Forst in der Haardt liegt. Auf dem Berg wurde bis in die 1980er Jahre hinein Basalt abgebaut. Ein Teil des Abraums wurde in die nahen Weinberge gebracht, um die wärmespeichernde Eigenschaft des dunklen Gesteins zu nutzen.
In der Ortsmitte von Forst steht der Pechsteinbrunnen, neben dem ein überdachter Weinprobierstand errichtet ist.
Die Weinlage stand Pate für die E-Gitarre „The Pechstein“, deren Korpus 2016/17 ein Jahr lang in Wein eingelegt war, nämlich einen Riesling aus der Lage Pechstein. Die Gitarre wurde 2018 für 14.000 € zugunsten der Stiftung Deutsche KinderKrebshilfe versteigert.